# 1447
Năm 1447 là một năm trong lịch Julius.